# Renoise
«Renoise» — цифрова звукова робоча станція (DAW) на основі проекту іншого трекера. Програма використовується для композиційної музики з використанням семплів, програмних синтезаторів та різних ефектів і плагінів. Підтримує MIDI-формат і Open Sound Control. Основною відмінність Renoise від інших музичних програм є характерна вертикальна шкала секвенсера.

## Історія
Renoise спочатку був розроблений на коді іншого трекера під назвою «NoiseTrekker», створеного Хуаном Антоніо Аргуельєс Ріусом (Arguru). У грудні 2000 року безіменний проект був ініційований та відновлений Едуардом Мюллером (Taktik) і Звонко Тешичом (Phazze). Команда розробників планувала використовувати програмне забезпечення як трекер на основі нового стандарту якості, дозволяючи композиторам створювати трекерну музику такої ж якості як й інші професіональні програми, зберігаючи при цьому макет, що виник разом з Soundtracker у 1987 році. На початку 2002 року почався випуск стабільних версій (таких як 1.27).
Команда розробників Renoise працює онлайн разом із спільнотою для об'єднання нових ідей. Після реєстрації користувач може завантажувати бета-версії програми для тестування його на помилки та для покращення функціональності.
З уведенням у версії 2.6 lua-скриптів, користувачі можуть розширювати Renoise та ділитися своєю працею на централізованій сторінці Renoise Tools.
Бета-версія Renoise 3 була опублікована 22 грудня 2013 року, а стабільна версія почала випускатися з 11 квітня 2014 року.
12 січня 2016 року була випущена Renoise 3.1.

## Особливості
Renoise працює на операційних системах Windows (з DirectSound чи ASIO драйверами), Mac OS X (Core Audio) та Linux (ALSA чи JACK).
Renoise має довгий список функцій, включаючи підтримку MIDI та MIDI-синхронізацію, декількох карт Audio Stream Input/Output, самплеру; встроєні VST-плагіни версії 2.0; редактор семплів, внутрішні DSP-ефекти в реальному часі з необмеженою кількістю ефектів на кожну доріжку та інше. Програма підтримує такі формати для семплів: WAV, AIFF, FLAC, Ogg, MP3, CAF; та стандарти для ефектів: VSTi, AU, LADSPA, DSSI.
Renoise також має Signal Follower та крострекову маршрутизацію. Signal Follower аналізує аудіотреки й автоматизує користувацькі параметри на основі значень, які він генерує. Крострекова маршрутизації відправляє автоматизацію будь-якого пристрою на будь-який трек. Журнал «Computer Music» розглянув комбінацію цих двох функцій та «відкрив деякі неймовірно потужні можливості керування», і продемонстрував як сигнал, ініційований звуковою петлею барабанів, може контролюватися частотою фільтрового відрізку на басових звуках.
Renoise включає в себе безліч функцій, таких як інструмент для аранжування під назвою «батькова матриця», повна маршрутезація крострекової модуляції, вбудовані ефекти, автоматичний програмний синтезатор для рендеринга семпл-інструментів, поліпшене відображення MIDI.

## Версії
Renoise поділяється на демо-версію та комерційну версію. Демо-версія включає рендеринг формату WAV, підтримку ASIO для Windows (лише DirectSound) і декілька інших функцій. Комерційна версія включає високу якість рендерингу формату WAV (до 32 біт 96 кГц) і підтримка ASIO.